# Бадија (Салерно)
Бадија је насеље у Италији у округу Салерно, региону Кампанија.
Према процени из 2011. у насељу је живело 24 становника. Насеље се налази на надморској висини од 213 м.